# Sabina Began
Sabina Began, pseudonimo di Sabina Beganović (Amburgo, 22 ottobre 1974), è un'attrice ed ex modella tedesca di origine bosniaca.

## Biografia
Nata in Germania per poi trasferirsi a Roma, dove inizia a fare la fotomodella. Debutta sul piccolo schermo nel 1993 con una parte nella serie tv I ragazzi del muretto. Al cinema il suo ruolo più importante è stato in Aitanic di Nino D'Angelo (2000), dove è coprotagonista al fianco del regista-attore napoletano. Ha poi lavorato per lo più in film e serie televisive.
Si è dichiarata amante dell'ex-primo ministro Silvio Berlusconi e ha dichiarato che sarebbe stato il suo pseudonimo a dare la denominazione bunga bunga al noto scandalo sessuale collegato ai presunti fatti indagati dall'inchiesta nota come Rubygate. È quindi stata tra gli indagati nell'inchiesta della procura di Bari sulle accompagnatrici che l'imprenditore Gianpaolo Tarantini avrebbe portato nelle residenza dell'allora primo ministro Silvio Berlusconi tra il 2008 e il 2009. Conosciuta anche con l'appellativo ape regina, il 13 novembre 2015 il Tribunale di Bari la condanna a 1 anno e 4 mesi di reclusione per induzione e sfruttamento della prostituzione in relazione allo scandalo escort.
L'8 maggio 2012 ha dichiarato a Radio 24 "Sono innamorata di Berlusconi e voglio un figlio da lui". Il 24 agosto seguente ha quindi dichiarato di aspettare un figlio da Silvio Berlusconi, ma a distanza di poche ore comunica a Dagospia di aver perso il bambino perché Berlusconi si era arrabbiato. Nel 2021 in un'intervista televisiva ha dichiarato di aver assunto droghe in modo eccessivo rischiando l'overdose, e ha affermato di aver avuto una relazione con una donna tedesca.

## Filmografia
- I ragazzi del muretto – serie TV (1996)
- Chiavi in mano, regia di Mariano Laurenti (1996)
- Aitanic, regia di Nino D'Angelo (2000)
- Malefemmene, regia di Fabio Conversi (2001)
- Un papà quasi perfetto – miniserie TV (2003)
- Provaci ancora prof! – serie TV (2005)
- Don Matteo – serie TV (2006)
- Go Go Tales, regia di Abel Ferrara (2007)
- Crociera Vianello, regia di Maurizio Simonetti – film TV (2008)
- Il caso dell'infedele Klara, regia di Roberto Faenza (2009)
- Il mistero del lago, regia di Marco Serafini – film TV (2009)
- Il falco e la colomba – serie TV (2009)